# Ведущая культура (концепция)
Ведущая культура — (нем. Leitkultur), понятие, введенное социологом Бассамом Тиби в 1998 году, описывает консенсус по вопросу общественных ценностей в Европе. С 2000 года в политических дебатах употребляется в другом значении, связанном с миграцией и интеграцией иммигрантов, в качестве антонима понятию «мультикультурализм». После 2000 г. концепция ассоциируется с монокультурным немецким обществом, к характерным чертам которого можно причислить преобладание европейской культуры и принудительную культурную ассимиляцию. Краеугольным камнем в дискуссии, посвященной концепции ведущей культуры, становится конфликт между теорией идентичности и плюрализма. 

## Изначальное определение
С точки зрения Бассама Тиби, понятие «европейской ведущей культуры» базируется на западных представлениях о ценностях: «Ценности, берущиеся за основу в ведущей европейской культуре, должны проистекать из современных культурных реалий, к ним можно причислить: демократию, лаицизм, просвещение, соблюдение прав человека и гражданское общество». 
 Это — ключевые ценности «либерально-демократического порядка», которые считаются основными для поствоенной Западной Германии, и остаются таковыми и после объединения страны. Необходимость «ведущей культуры» в Германии Тиби обосновывает следующим образом: «Важно отметить, что в Европе существует два типа обществ: те, где гражданам навязывают искусственно выращенную идентичность (иммигрантам предлагают не только новый паспорт, но и новую идентичность), и те, где просто „сковывают“ этическую принадлежность. К странам второй группы, которых определяют как „этнически замкнутые“ (etnisch-exclusiv), можно отнести Германию: здесь иммигрантам не предлагают готовую новую идентичность, они сами должны предпринять усилия в направлении „смены идентичности“, чтобы влиться в общество. В то же время интеграционный процесс предполагает возможность предоставления новой идентичности. Ведь идентичность — одна из составляющих „ведущей культуры“!»
Тиби выступал больше за культурный плюрализм, основанный на ценностном консенсусе, а не за монокультурализм. Однако, он был и против мультикультурализма, считая, что в нем консенсус ценностей не может быть достигнут, ввиду условиях развития параллельных обществ, когда мигрантские меньшинства живут и работают в изоляции от западного общества.

## История и аспекты употребления определения
Впервые понятие «немецкой ведущей культуры» прозвучало из уст издателя газеты «Die Zeit» Тео Зоммера в 1998 году: «Интеграция — это принудительная адаптация к немецкой ведущей культуре и немецким ценностям».
Широкие общественные дискуссии начались тогда, когда в 2000 году Фридрих Мерц, в то время председатель фракции ХДС в парламенте, призвал рассматривать правила иммиграции и интеграции, опубликованные в газете «Die Welt» с учетом существования в стране свободно-демократической немецкой ведущей культуры (ссылаясь на слова Зоммера), и выступил против политики мультикультурализма. Позже, Зоммер подчеркнул, что в своем заявлении он говорил об интеграции, но никак не о том, что он выступает против миграции.
В 2005 году председатель Бундестага Норберт Ламмерт потребовал продолжить дебаты на тему «ведущей культуры» в интервью газете «Die Zeit», по его мнению, первые дебаты были прерваны слишком поспешно: «Одной из особенных черт этих дебатов стало то, что после них последовало широкое, рефлекторное неприятие к понятию, хотя в ходе них выяснилось, что есть и большое количество тех, кто был согласен с тем, о чем шла речь». Позже Ламмерт призвал вести дискуссию о «ведущей культуре» уже на общеевропейском уровне, чтобы было можно рассмотреть возможность создания единой идентичности в мультикультурном обществе: «Если Европа хочет сохранить национальное разнообразие и при этом разработать коллективную идентичность, ей нужна ведущая политическая идея, общий фундамент ценностей и убеждений. Такая идея должна обязательно основываться на общих чертах в культурах, на общей истории, на общих религиозных традициях». (газета Die Welt, выпуск от 13 декабря 2005 года). Вновь о необходимости возобновления дебатов Ламмерт заговорил после карикатурного скандала (2005—2006) года, который, как он утверждал, показывает «неотвратимость самопонимания в обществе касаемо общих положений и недостаток общих ориентиров».

## Критика
Понятие «немецкой ведущей культуры», тем временем, столкнулось с общественным неприятием. Вот что писал о нем немецкий философ и социолог Юрген Хабермас: «В демократическом государстве меньшинства имеют право на собственную культурную форму жизни, даже если она сильно отличается от общей политической культуры страны, ведущая культура не может быть предписана».
Бассам Тиби выступал против политической инструментализации понятия и называл дебаты на эту тему «заведомо провальными».
По мнению этнолога Ирен Гетц, мигранты могли бы адаптироваться к «ведущей культуре» в смысле нормативно консенсусной и обязательной национальной культуры. Однако в действительности такого гомогенизированного, территориально общного объекта нет. В каждом регионе мировоззрение, понятие времени и понимание того, что такое национальная культура, разнится.

## Влияние в политике
В основополагающую программу ХДС включено понятие «ведущей культуры в Германии», в то же время и в аналогичной программе ХСС признают существование этой концепции.
Миграционный кризис в стране обострил необходимость соблюдения принципов ведущей культуры, однако, многие граждане были не согласны с миграционной политикой властей. В феврале 2016 года заместитель председателя федеральной партии ХДС Армин Лашет в связи с нападениями на беженцев в Саксонии заявил, что «интеграция некоторых немцев в нашу ведущую культуру явно потерпела фиаско».
Истерией миграционного кризиса поспешили воспользоваться и правые партии. В мае 2016 партия «Альтернатива для Германии» также включила в программу своей партии понятие «немецкой ведущей культуры», при этом в тексте ее противопоставляют «идеологии мультикультурализма». После успеха партии на земельных выборах, представители партий ХДС и ХСС поспешили предоставить свое видение трактовки понятия «немецкая ведущая культура». Они воспринимают ее как «обязательную рамочную культуру», «фундаментом общественного симбиоза». В такие непростые времена людям нужны ориентиры, которые им могут предоставить понятия "родина и патриотизм, а также «ведущая культура». К ней относятся употребление немецкого языка, проверенные временем формы общения, духовные традиции просвещения, а также национальные символы Германии, такие как флаг и гимн.